# Ramal Mantilla-Goya del Ferrocarril General Urquiza
El ramal Manuel Florencio Mantilla-Goya (ramal U-17) de 86.6 km pertenece al Ferrocarril General Urquiza en la provincia de Corrientes en Argentina.

## Ubicación
Se halla en la provincia de Corrientes, atravesándola de sudeste a noroeste, a través de los departamentos San Roque, Lavalle y Goya, finalizando en el puerto de la ciudad de Goya sobre el río Paraná. Se desprende del ramal Monte Caseros - Corrientes en la estación Mantilla (antiguamente San Diego) de la localidad de Pedro R. Fernández.
El ramal se encuentra en abandono. La empresa estatal Trenes Argentinos Cargas tiene la tutela del ramal desde 2013 aunque no lo opera activamente.

## Historia
El 8 de febrero de 1911 se libró al servicio por decreto el ramal desde San Diego (Pedro R. Fernández) a Goya del Ferrocarril Nordeste Argentino. La ley n.º 8463 del 30 de septiembre de 1911 autorizó al Ferrocarril Nordeste Argentino a construir un muelle sobre el río Paraná en Goya y unirlo con un ramal a la estación Goya, que fue habilitado el 13 de enero de 1917. La estación Mantilla se llamó San Diego hasta el 28 de julio de 1925.
El 1 de marzo de 1948 el Estado nacional tomó formal posesión del Ferrocarril Nordeste Argentino y el 1 de enero de 1949 quedó integrado dentro del nuevo Ferrocarril Nacional General Urquiza creado ese día.
El decreto n.º 44/1990 del 4 de enero de 1990 dispuso la racionalización de los servicios de pasajeros interurbanos ordenando el cierre de servicios del FCGU en un plazo de 30 días. Hasta entonces los trenes n.º 6603 y 6604 de carga con coche de pasajeros, circulaban entre Mantilla y Goya en combinación con El Correntino de Buenos Aires a Corrientes.
El decreto n.º 532/1992 del 27 de marzo de 1992 convocó a las provincias a que antes del 30 de abril de 1992 -en que fueron cerrados definitivamente- ofrecieran interés en la concesión de ramales ya clausurados (algunos desde décadas anteriores), entre ellos el de Goya al Puerto Goya, para el que no hubo interés. 